# Zelení (Lucembursko)
Zelení (lucembursky Déi Gréng, francouzsky Les Verts, německy Die Grünen) je lucemburská politická strana prosazující zelenou politiku. Jsou řádnými členy Evropské strany zelených a Global Greens.

## Historie
Strana byla založena 23. června 1983. V parlamentních volbách o rok později strana získala dvě křesla, následně se však rozpadla na dva subjekty – GLEI (Green List – Ecological Initiative) a GAP (Green Alternative Party). Ve volbách v roce 1989 kandidovaly strany odděleně a každá z nich zaznamenala zisk dvou míst ve sněmovně.
Před volbami v roce 1994 kandidovaly strany společně se ziskem 11 % a pěti poslaneckých míst, rok nato se strany oficiálně spojily do uskupení pod názvem Zelení. O čtyři roky později volební zisk zopakovali a obsadili také jedno ze šesti lucemburských míst v Evropském parlamentu. Ve volbách v roce 2004 získali 15 %, v roce 2009 již téměř 17 %.

## Zastoupení Zelených ve volených sborech

### Poslanecká sněmovna
| Rok  | Volební zisk | Místa | Poslanci |
| ---- | ------------ | ----- | --- |
| 1984 | 5,2 %        | 2     | Jup Weber (1984–1989) Jean Huss (1984–1987) Guy Bock (1987–1989)                                                                                     |
| 1989 | 12,5 %       | 4     | Jup Weber (1989–1994) Nick Clesen (1989–1994) Jean Huss (1989–1992) Robert Garcia (1992–1994) François Bausch (1989–1992) Jean Geisbusch (1992–1994) |
| 1994 | 10,9 %       | 5     | Robert Garcia François Bausch Renée Wagener Camille Gira Jean Huss                                                                                   |
| 1999 | 9,1 %        | 5     | Robert Garcia (1999–2003) Dagmar Reuter-Angelsberg (2003–2004) François Bausch Renée Wagener Camille Gira Jean Huss                                  |
| 2004 | 11,6 %       | 7     | Felix Braz Henri Kox François Bausch Camille Gira Viviane Loschetter Claude Adam Jean Huss                                                           |
| 2009 | 11,7 %       | 7     | Felix Braz Henri Kox François Bausch Camille Gira Viviane Loschetter Claude Adam Jean Huss                                                           |
| 2013 | 10 %         | 6     | |

### Evropský parlament
| Rok  | Volební zisk | Místa             |
| ---- | ------------ | ----------------- |
| 1984 | 6,1 %        | 0                 |
| 1989 | 10,4 %       | 0                 |
| 1994 | 10,9 %       | 1 (Jup Weber)     |
| 1995 | /            | 0                 |
| 1999 | 10,7 %       | 1 (Claude Turmes) |
| 2004 | 15,0 %       | 1 (Claude Turmes) |
| 2009 | 16,83 %      | 1 (Claude Turmes) |